# South Doodle
Der South Doodle ist ein 877 m hoher und markanter Berg im ostantarktischen Mac-Robertson-Land. In der North Masson Range der Framnes Mountains ragt er 1,5 km südlich des Rumdoodle Peak und 20 km südlich der Mawson-Station auf.
Das Antarctic Names Committee of Australia benannte ihn 2006 in Anlehnung an die Benennung des Rumdoodle Peak. Dieser ist benannt nach dem Roman Die Besteigung des Rum Doodle des britischen Schriftstellers William Ernest Bowman aus dem Jahr 1956, der zu den meistgelesenen Werken auf der Mawson-Station gehört.